# Arnolt Bronnen

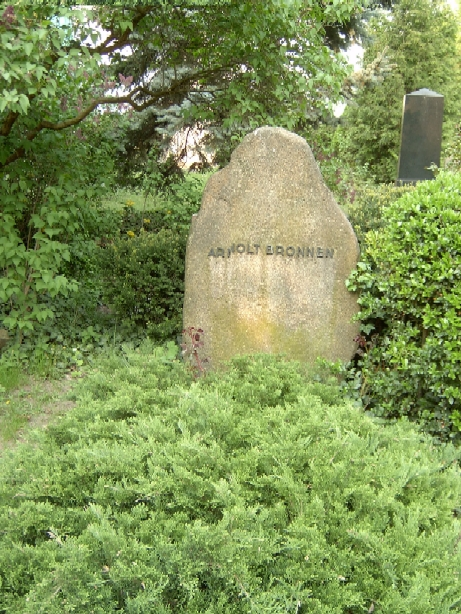
Grab von Arnolt Bronnen auf dem Berliner Dorotheenstädtischen Friedhof

Arnolt Bronnen (* 19. August 1895 in Wien als Arnold Bronner; † 12. Oktober 1959 in Ost-Berlin), mit Pseudonym A. H. Schelle-Noetzel, war ein österreichischer Schriftsteller, Theaterautor und Regisseur, der sich auch politisch betätigte, worüber er von Günther Rühle folgendermaßen charakterisiert wurde: „Er war ein Mitläufer, aber von ganz eigener Art: er lief immer mit denen mit, die dagegen waren.“   

## Leben

### 1895–1919
Arnold Bronner wurde als Sohn von Martha Bronner, geb. Schelle, und Ferdinand Bronner, Schriftsteller und Gymnasiallehrer, geboren, wobei er die Abstammung von seinem gesetzlichen Vater später bestritten hat. Er wuchs in Jägerndorf und in Wien auf. 1913 machte er dort seine Matura und schrieb sich anschließend an der Universität Wien ein, wo er für vier Semester Jus und Philosophie studierte. Ab 1915 diente er im Ersten Weltkrieg erst in einem Infanterieregiment, dann bei den 3. Tiroler Kaiserjägern. 1916 wurde er an der italienischen Front schwer verwundet und geriet in Kriegsgefangenschaft, aus der er 1919 entlassen wurde.

### 1920–1932
Im Jahr 1920 zog Bronnen nach Berlin, wo er anfangs als Angestellter arbeitete, unter anderem im Kaufhaus des Westens. Im selben Jahr erschien sein Stück Vatermord, das ihn berühmt machte und für das er einen Preis erhielt. 1921 war Bronnen beim Unternehmer Ludwig Rabow angestellt, wo er auf der Büroschreibmaschine, angeblich in einer Art écriture automatique, die Septembernovelle tippte, die in Salzburg um 1920 spielt. Bronnen wollte sich durch die Niederschrift anscheinend von seinen homosexuellen Gefühlen befreien, die ihn, nach seinen eigenen Worten, vergiftet hatten. Vatermord wurde 1922 in Frankfurt uraufgeführt und war ein Schock für das Publikum, denn auf der Bühne waren zu sehen: ein autoritäres, tyrannisches Familienoberhaupt; dessen homosexueller Sohn; die Ehefrau, die den Sohn begehrt; der Sohn, der schließlich vor den Augen der nackten, sich ihm hingebenden Mutter den Vater umbringt und den Mord als Orgasmus erlebt.
An den meisten deutschen Bühnen, die sich an die Frankfurter Premiere anschlossen, endeten die Aufführungen im Tohuwabohu, nicht selten kam es zu Handgreiflichkeiten, die in Ulm und Bremen durch Polizeigewalt beendet wurden. Die Skandale um sein Stück machten Bronnen schlagartig bekannt. In der Folge freundete sich Bronnen mit Bertolt Brecht an, mit dem er bis 1926 wiederholt zusammenarbeitete, unter anderem an dem Drehbuch zu dem Film S.O.S. Insel der Tränen (1923). Ebenfalls 1923 inszenierte er gemeinsam mit Brecht Hans Henny Jahnns Stück Pastor Ephraim Magnus und machte die Bekanntschaft von Friedrich Wilhelm Murnau. 1924 wurde Bronnens Stück Katalaunische Schlacht uraufgeführt, das in der Folge zu Protesten des Nationalverbands Deutscher Offiziere führte. Ab 1926 arbeitete er für den Rundfunk; von 1928 bis 1933 war er Dramaturg bei der Funk-Stunde Berlin.  Spätestens ab 1927 näherte sich Bronnen stärker völkischen, rechten Kreisen an und trat auch zu Ernst Jünger in Kontakt. 1929 führte sein  Roman O.S. über die Verteidigung Oberschlesiens durch Freikorps zu heftigen Reaktionen in der Presse; Brecht und Kurt Tucholsky distanzierten sich von ihm. Ab 1930 verkehrte Bronnen mit Otto Strasser und Goebbels. Am 17. Oktober 1930 störte er gemeinsam mit den Brüdern Ernst und Friedrich Georg Jünger und etwa dreißig SA-Leuten eine Vortragsveranstaltung im Berliner Beethoven-Saal, bei der Thomas Mann vor den Gefahren des aufkommenden Nationalsozialismus warnte (Deutsche Ansprache). In diesem Jahr heiratete er auch seine Frau Olga Schkarina, geb. Förster-Prowe. Die junge schöne Schauspielerin war eine Geliebte von Goebbels und wurde unter dem Decknamen Agent A229 von 1929 bis 1935 vom NKWD geführt. Es entstand eine Dreiecksbeziehung von Olga, Goebbels und Bronnen. Schkarina nahm sich 1935 das Leben.

### 1933–1944
Nach der Machtübernahme des NS-Regimes wurde Bronnen zunächst Programmleiter der literarischen Abteilung der Funk-Stunde anstelle seines entlassenen Vorgesetzten Edlef Köppen. Mit zahlreichen anderen Schriftstellern unterzeichnete er im Oktober 1933 das Gelöbnis treuester Gefolgschaft für Hitler. Ab 1934 arbeitete er für den ersten Fernsehsender Paul Nipkow; von 1936 bis 1940 war er Programmleiter, zuletzt unter Chefdramaturg Hannes Küpper Dramaturg und Spielleiter des Senders. In der Folgezeit war Bronnens Stellung trotz seiner seit 1927 manifestierten weltanschaulichen Nähe zum Nationalsozialismus nicht ungefährdet, da ihm seine früheren „linken Umtriebe“ vorgeworfen wurden. Zudem galt Bronnen als Halbjude im Sinne der Nürnberger Gesetze, auch wenn er sich (im Zusammenhang mit einer schon 1930 erstmals von ihm erwogenen Vaterschaftsklage) von seiner Mutter seine „arische Abkunft“ eidesstattlich versichern ließ. Am 11. April 1935 beging seine Frau Olga Suizid. 1936 heiratete er seine zweite Frau Hildegard, geborene von Lossow. 1938 wurde Tochter Barbara Bronnen geboren, 1940 Tochter Franziska Bronnen. Carl Zuckmayer schrieb Jahre später (um 1944) im US-amerikanischen Exil, Bronnen hätte „bei den Nazis kein Glück“ gehabt: „Er hatte früher – als dafür noch ein Markt war – zu viel Brunst geschrieben. Zu viel Mutterbeschlafung – zu viel Excesse. Die Nazis konnten einen Mann mit solch entarteter [sic!] Vergangenheit ihrem Spießbürgerpublikum nicht zumuten… als Autor ist er vergessen.“
1937 wurde Bronnen aus der Reichsschrifttumskammer ausgeschlossen – eine Entscheidung, gegen die er Widerspruch einlegte, die aber 1939 von Goebbels bestätigt wurde. Nachdem es ihm 1941 gelungen war, seine „arische“ Abstammung auf Grundlage einer erbbiologischen Untersuchung über die Abwesenheit „jüdischer Rassemerkmale“ aktenkundig zu machen, wurde er wieder in die Reichsschrifttumskammer aufgenommen. In der Folge hatte er jedoch Schwierigkeiten zu publizieren, und die geplante Aufführung seines Stücks Gloriana in München wurde 1943 untersagt; im selben Jahr erhielt er endgültig Publikationsverbot und wurde aus der Reichsschrifttumskammer ausgeschlossen. In diesem Jahr zog er nach Bad Goisern in Österreich und nahm dort über den Gemeindesekretär Franz Sams Kontakt zur Widerstandsgruppe Willy-Fred um Sepp Plieseis auf. Bronnen übernahm für die Widerstandsgruppe Botendienste, die ihn auch nach Aussee zu Karl Feldheimer führten, der dort eine kommunistische Widerstandsgruppe aufgebaut hatte. Im August 1944 wurde Bronnen trotz seines Alters und seiner Verletzung aus dem Ersten Weltkrieg zu einem Ersatzbataillon in Steyr eingezogen, dort jedoch bald als „Wehrkraftzersetzer“ denunziert, inhaftiert und in Wien wegen Hochverrats angeklagt. Durch einen Bombentreffer wurde sein Gerichtsakt in Wien zerstört und das Verfahren daraufhin eingestellt. Er wurde entlassen und zu seiner Einheit nach Steyr zurückgeschickt, welche im Dezember 1944 nach Znaim verlegt wurde. Auch dort kam er schnell in Kontakt zur dortigen Widerstandsgruppe und desertierte wenig später. Über die Wachau und Wien gelangte er schließlich im April 1945 ins Salzkammergut und war in den letzten Kriegstagen bis zum Eintreffen der aus Salzburg vorrückenden Amerikaner wieder im lokalen Widerstand aktiv.

### 1945–1959
Trotz seiner langjährigen Unterstützung der Nationalsozialisten wurde Bronnen von den Partisanen wegen seiner Verdienste im Widerstand, aber auch wegen seiner Englischkenntnisse, den Amerikanern als Bürgermeister von Goisern, einer Gemeinde im Salzkammergut, vorgeschlagen. So wurde Bronnen vom 7. Mai bis 7. Juli 1945 dort erster Nachkriegs-Bürgermeister. Während seiner Amtszeit organisierte er die Rationierung von Lebensmitteln, den Aufbau eines provisorischen Stromnetzes und erhob von ehemaligen nationalsozialistischen Parteifunktionären eine einmalige Sondersteuer von 10 Prozent ihres Vermögens, was der Gemeindekasse um die 80.000 RM einbrachte. Entlassene Häftlinge des KZ Ebensee wurden auf seine Veranlassung in Goisern auf Gemeindekosten versorgt. Nachdem sich das Chaos der Nachkriegstage etwas gelegt hatte, zog er sich aus der Politik zurück und übergab das Bürgermeisteramt an Martin Langeder von der KPÖ.
1946 wurden Bronnens Werke O. S. (1929) und Roßbach (1930) in der Sowjetischen Besatzungszone auf die Liste der auszusondernden Literatur gesetzt.
1947 veröffentlichte Bronnen eine Rechtfertigung seiner politischen Vergangenheit und arbeitete in der Folge in Österreich am Theater und für den Film. Durch seine Kontakte aus der Widerstandszeit begann er auch, für die kommunistische Zeitung „Neue Zeit“ in Linz als Kulturredakteur zu schreiben. 1950 ließen sich Bronnen und seine Frau Hildegard scheiden. 1951 wurde er Dramaturg am Neuen Theater in der Scala Wien. 1952 heiratete er die 27 Jahre jüngere Schauspielerin Renate Kleinschmidt, geborene Bertalotti († 2010).
1953 wurde sein Werk Kampf im Aether oder die Unsichtbaren (1935) in der Deutschen Demokratischen Republik (DDR) auf die Liste der auszusondernden Literatur gesetzt. 1954 erschien seine Autobiografie unter dem Titel arnolt bronnen gibt zu protokoll. 1957 wurde sein Sohn Andreas geboren.
In dieser Zeit wurde er von den Bürgerlichen wegen seiner KPÖ-Mitgliedschaft zunehmend angefeindet, wegen seiner Nähe zu Joseph Goebbels aber auch von Linken. Dies machte eine weitere Karriere im österreichischen Kunstbetrieb zunehmend schwierig. 1955 entschloss sich Bronnen deshalb, mit seiner Frau Renate nach Ost-Berlin zu übersiedeln; die Möglichkeiten eines solchen Umzugs in die DDR hatte er zuvor mit Johannes R. Becher besprochen, den er noch aus den 1920er Jahren kannte. In Ost-Berlin arbeitete Bronnen unter anderem beim Berliner Ensemble sowie als Kritiker für die Berliner Zeitung. In der DDR konnte Bronnen jedoch nicht mehr wirklich Fuß fassen, da ihn auch dort seine Vergangenheit einholte und ihm seine frühere Nähe zu den Nationalsozialisten vorgeworfen wurde. Mit Brechts Tod 1956 verlor er einen seiner wichtigsten Fürsprecher, und es gelang ihm kaum noch, neue Texte zu veröffentlichen oder Stücke zur Aufführung zu bringen.
1959 starb Arnolt Bronnen in Ost-Berlin an einer Herzkrankheit. Sein Grab befindet sich auf dem Dorotheenstädtischen Friedhof in Berlin. Der Lyriker Jens Gerlach widmete ihm in den Dorotheenstädtischen Monologen ein Gedicht.

## Forschung
Eine umfangreiche Monographie von Hannes Gürgen stellt Bronnen als avancierten Medienautor der Literarischen Moderne dar, der sich im Bereich der Neuen Medien (Film, Rundfunk, Fernsehen) über mehrere Jahrzehnte ganz „selbstverständlich“ und „vielschichtig“ bewegt. „Nicht einmal beim medienaffinen Bertolt Brecht oder gar bei Alfred Döblin sind eine derartige mediale Verankerung, ein derartiger Innovationsgeist und eine derartige Prominenz des Einflusses auf die Entwicklungsgeschichte des frühen Rundfunks und Fernsehens so deutlich erkennbar wie bei diesem Autor“
Peter Walther bezeichnet Bronnen als „politischen Konjunkturritter“. Ein geflügeltes Wort im literarischen Berlin der 1920er Jahre lautete: „Der Becher geht so lange zum Bronnen, bis er Brecht.“

## Werke
- Recht auf Jugend. 1913.
- Vatermord. 1920.
- Die Geburt der Jugend. 1922.
- Die Septembernovelle. Rowohlt Verlag: Berlin 1923
- Die Exzesse. 1923.
- Anarchie in Sillian. 1924.
- Katalaunische Schlacht. 1924.
- Napoleons Fall. 1924.
- Der blaue Anker. 1925.
- Rheinische Rebellen. 1925.
- Ostpolzug. 1926.
- Reparationen. 1926.
- Film und Leben. Barbara La Marr. 1927 (online – Internet Archive).
- Michael Kohlhaas. (Bearbeitung für Funk und Bühne nach Heinrich von Kleist), 1929.
- O.S. 1929.
- Roßbach. 1930 (über Gerhard Roßbach)
- Der Weg in die Freiheit. (Bearbeitung eines 1928 entstandenen Hörspiels von Fred von Hoerschelmann), 1932
- Erinnerung an eine Liebe. 1933.
- Sonnenberg. (Hörspiel), 1934.
- Der Kampf im Äther oder Die Unsichtbaren. 1935.
- Fakten aus Akten. 1947.
- N. 1948.
- Die Kette Kolin. 1950.
- Gloriana. 1951.
- Die jüngste Nacht. 1952.
- arnolt bronnen gibt zu protokoll. 1954.
- Deutschland – kein Wintermärchen. 1956.
- Aisopos. 7 Berichte aus Hellas. 1956.
- Viergespann. 1958. (enthält: „Gloriana“, „N“, „Die Kette Kolin“, „Die jüngste Nacht“)
- Tage mit Bertolt Brecht. Die Geschichte einer unvollendeten Freundschaft. 1960 postum veröffentlicht
- Begegnungen mit Schauspielern. 1967 postum veröffentlicht